# Týden kávy

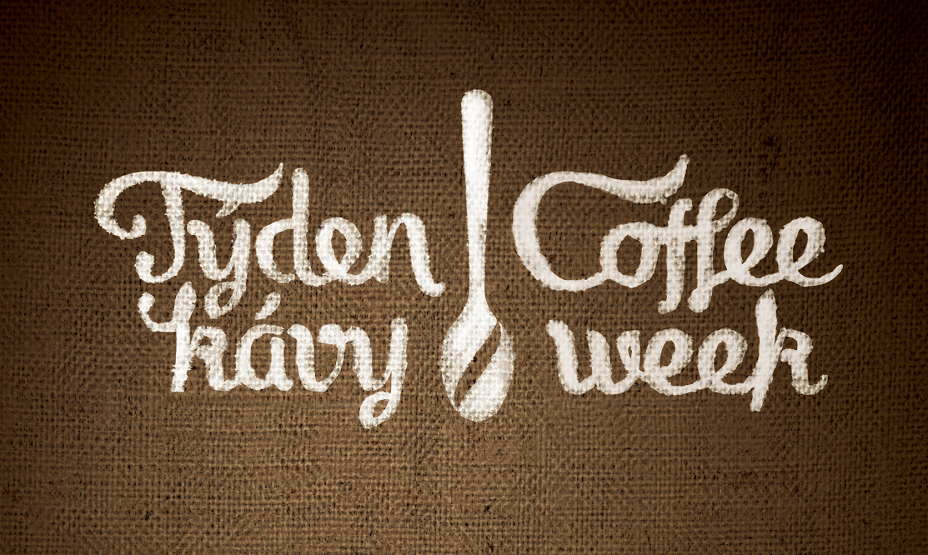
Logo festivalu Týden kávy

Týden kávy je český celotýdenní festival oslavy kávy, který se pořádá od roku 2011 vždy ve stejném termínu, a to od 1. do 7. října.
Projekt Týden kávy si dal za cíl přiblížit „svět kávy“ široké veřejnosti, seznámit ji s příběhem kávy, tj. jejího pěstování, pražení a způsoby přípravy i konzumace, současně také ukázat na význam kaváren v šíření kulturního dění ve městě Brně.

## Historie
Celosvětově připadá oslava dne kávy na 1. října, v České republice se Mezinárodní den kávy neslavil, myšlenka oslavy dne kávy napadla v roce 2010 dvě tehdejší brněnské baristky - Kateřinu Eichlerovou a Lucii Karafiátovou.
První celotýdenní festival se konal od 1. do 7. října 2011. Původně probíhal festival jen v Brně, které je koncentrací kaváren, zájmem o kávu i o kulturu známé, v dalších letech se festival rozšířil i do jiných měst.
Festival Týden kávy pořádá brněnská nezisková organizace Kulturárium a společnost KAVATEAM ve spolupráci s Kávovými listy, nově Black Box Café.  

## Program
Program Týdne kávy se dělí na dvě části. V rámci speciálního programu na zvláštní stage, zvané také Main Coffee Meet Point, mají návštěvníci možnost dozvědět se zajímavostí o kávě, účastnit se workshopů a přednášek. Zájemci si mohou vyzkoušet tradiční i alternativní metody přípravy kávy pod vedením baristů a odborníků nebo sledovat profesionály ve speciální Soutěži baristů Týdne kávy. Součástí festivalového dění jsou i dvoudenní Trhy kávy, kde mají návštěvníci možnost degustace a nákupu výběrové pražené kávy. Druhou část festivalového programu si tvoří zapojené kavárny samy.